# مؤسسة النخب الوطنية الايرانية
مؤسسة النخب الوطنية الإيرانية (INEF)  (بالفارسية: بنياد ملي نخبگان) هي منظمة حكومية إيرانية تأسست في 31 مايو 2005 بموافقة المجلس الثقافي الأعلى لإيران. الغرض الرئيسي للمؤسسة هو التعرف على المواهب النخبوية الإيرانية وتنظيمها ودعمها. والرئيس الحالي للمؤسسة هو نائب رئيس إيران حسن روحاني .
يشمل أعضاء المؤسسة جميع الذين يظهرون قدرة فكرية عالية بشكل استثنائي، والكفاءة الأكاديمية، والقدرة الإبداعية والمواهب الفنية، والمساهمين بشكل خاص في تعزيز العلوم العالمية والعلماء والباحثين. مؤسسة النخب الوطنية الإيرانية (INEF) هي منظمة على مستوى الولاية وتتكون من أعضاء لديهم خلفية علمية وتنفيذية كبيرة. يُعتبر أعضاء المعهد الوطني للثقافة والفنون من أكثر البحوث الواعدة والمخترعين والفنانين الواعدين في جمهورية إيران الإسلامية، ويُنظر إلى الشباب من المعهد على أنهم أولئك الذين سيقودون مستقبل العلم والثقافة والفنون في إيران. للوصول إلى أهداف المعهد، تدعم المنظمة أعضائها بطرق علمية ومالية / مادية ورعوية، مثل منح قروض منخفضة الفائدة أو غير مبررة، أو توريد أي مصادر نادرة أو مرافق مختبرية، تشمل الأعضاء مع مشاريع وطنية مطلوبة / ذات أولوية (في حالة الشباب من الذكور، بدلاً من التزامات الخدمة العسكرية الإلزامية، والخروج من المقاطعة، حسب الضرورة، دون ضمان لأولئك الذين لم يكملوا الخدمة العسكرية) ، مساعدة الأعضاء على تسويق ابتكاراتهم، أو نقلها إلى مستوى السياسات، بالإضافة إلى خدمات الدعم الأخرى المشابهة وفرص التواصل.

## عضوية
جميع طلبات الحصول على عضويتها أو طلب التعاون من خلال نظام ثريا الإلكتروني،  ومن عام 2013 تمنح العضوية للإيرانيين غير المقيمين من خلال نظام الخطة الدولية  لنائب المؤسسة للشؤون الدولية. فقط عدد قليل من الأعضاء سيتم منحهم بطاقة العضوية والباقي لديهم حساب عضوية فقط في نظام ثريا الإلكتروني. الحصول على العضوية المنتظمة يأتي مع بعض الفوائد مثل المنح البحثية، ومزايا الخدمة العسكرية، وقروض الإسكان، وما إلى ذلك.